# Lièvre du Japon
Lepus brachyurus
Espèce
Répartition géographique
Statut de conservation UICN

 LC  : Préoccupation mineure
Le Lièvre du Japon (Lepus brachyurus) est un mammifère de la famille des Léporidés.

## Aire de répartition et habitat
Le lièvre du Japon est une espèce de lièvre endémique du Japon. Son habitat comprend les îles principales de l'archipel japonais, à l'exception d'Hokkaidō.